# Ligue de l'enseignement-Fédération de l'Aisne
La Ligue de l'enseignement-Fédération de l'Aisne, est une association française reconnue d'utilité publique située dans le département de l'Aisne. 

## Histoire
Une des plus anciennes ligues de l'enseignement, la fédération de l'Aisne a été fondée le 1er janvier 1900 à Laon. 
Installée à Laon de sa fondation au 22 novembre 2004, elle est reconstituée le 21 juin 1945 après avoir été dissoute en avril 1942 par le gouvernement de Vichy comme l'ensemble des autres fédérations de la Ligue. Son secrétaire général, Paul Harvois, est considéré en son sein, comme le fondateur de l'éducation socioculturelle et c'est par la Fédération des œuvres laïques de l'Aisne, qu'en décembre 1950, le mouvement des cinés-débat, dont elle est une des pionnières, se développe, en particulier dans les communes rurales du Nord de la France.
En 1923, au Congrès de la Ligue de l'enseignement, Marc Rucart, alors Président de la Fédération de l'Aisne, est montré en exemple par A. G. Michel pour souligner les liens de la Ligue avec la Franc-Maçonnerie.
Les branches sportives de la Ligue de l'enseignement, l'UFOLEP et l'USEP sont créées au sein de la fédération de l'Aisne en 1928.
Reconnue d'utilité publique à la date du 23 février 1956, elle s'installe à Belleu en janvier 1999 puis à Presles-et-Boves depuis le 5 novembre 2012.
Après avoir porté le nom de Fédération des œuvres laïques de l'Aisne, elle prend son nom actuel à la suite d'un arrêté du 26 mars 2010.
En septembre 2018, la Ligue de l'enseignement de l'Aisne, par la voix de son Délégué général et ancien secrétaire national de la Ligue, Ezio Monsellato, mobilise un collectif associatif dans le but de défendre l'ensemble des associations de l'Aisne à la suite de l'annonce par le Président du conseil départemental de la suppression de l'intégralité des subventions,,. Le mouvement permet d'obtenir une baisse des subventions mais non leur suppression.

## Objets
« La ligue de l’enseignement-fédération de l’Aisne a pour but, au service de l’idéal laïc, démocratique et républicain, de contribuer au progrès de l’éducation sous toutes ses formes ». 
Elle regroupe ainsi de nombreuses associations affiliées œuvrant pour l'égalité des chances, des droits, des sexes et milite, entre autres, pour le développement d’une vie démocratique laïque, pour la justice sociale et la paix. 
Depuis 1999, elle est associée à l'UDAF pour porter sur le département de l'Aisne l'opération Lire et faire lire.
La Ligue de l'enseignement-Fédération de l'Aisne agit aussi bien dans le milieu scolaire, qu'auprès des établissements pénitentiaires. Elle organise de vastes événements culturels sur, entre autres, Chauny, Beautor, La Fère, Château-Thierry ou Guise et est chargé de l’espace culturel La Cordonnerie au sein de l’établissement public de santé mentale de Prémontré.

## Personnalités liées à la Fédération de l’Aisne
- Marc Rucart : Président (1923)
- Paul Harvois : secrétaire général (1945)
- Maurice Brugnon : Président (1952)
- Robert Tourbe : secrétaire général (1953-1959)[17]